# Guy Roux
Vous lisez un « bon article » labellisé en 2009.
Pour les articles homonymes, voir Guy Roux (chocolatier) et Roux.
Ne doit pas être confondu avec Guy Rouxel.
Guy Roux est un joueur puis entraîneur de football français né le 18 octobre 1938 à Colmar (Haut-Rhin).
Après une modeste carrière de joueur amateur à Poitiers et Limoges, il devient entraîneur-joueur à l'AJ Auxerre à l'âge de 23 ans en 1961. C'est le début de sa longue carrière d'entraîneur au sein du club auxerrois jusqu'en 2005, carrière tout juste entrecoupée par son service militaire et par un passage à la direction sportive du club en 2000-2001. Il est également président du syndicat des entraîneurs de football en France de 1977 à 2001.

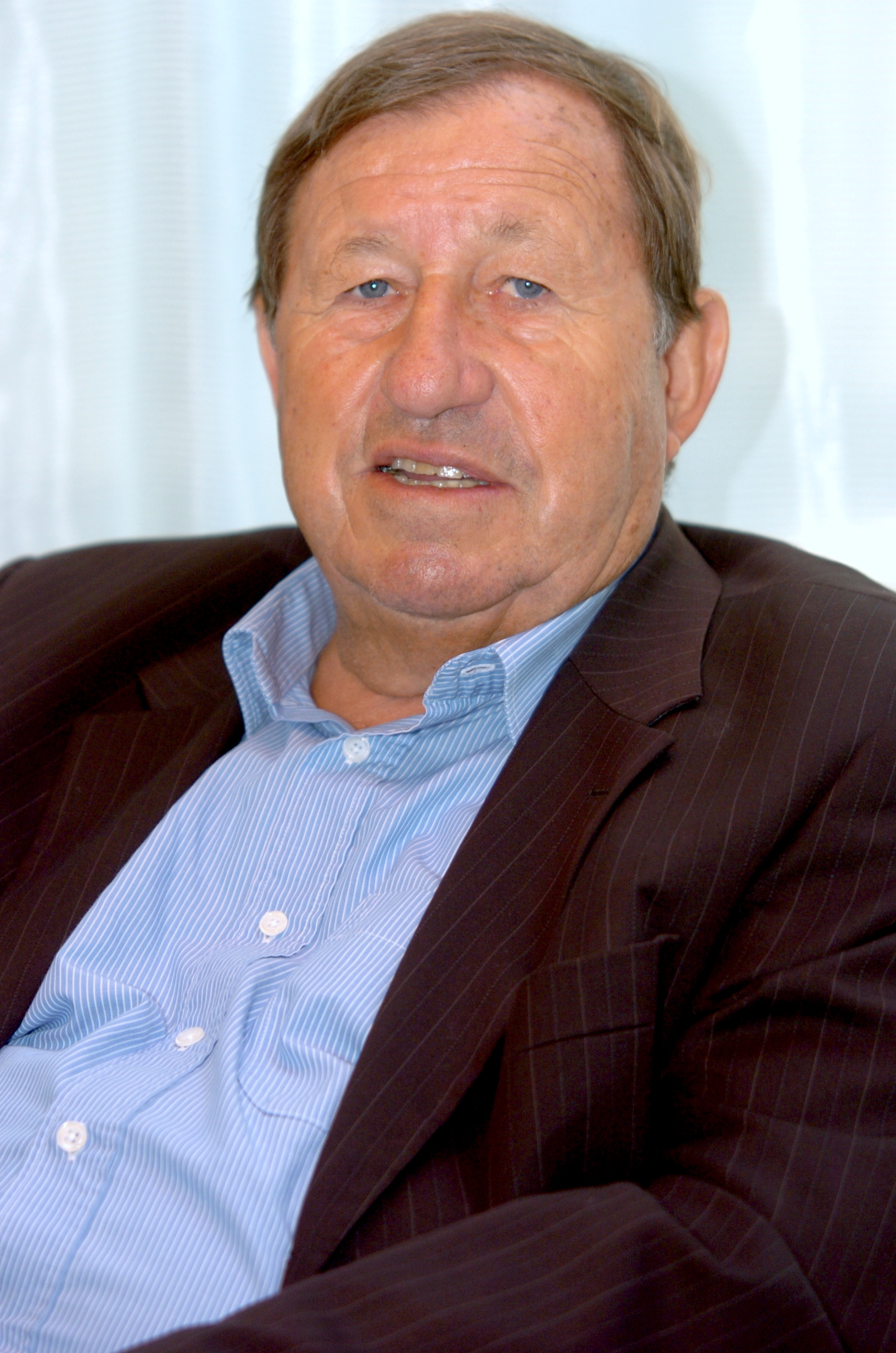
Guy Roux, le 25 août 2008 à Paris.

Sous sa conduite, l'AJ Auxerre gravit tous les échelons du football français, du championnat régional au championnat de France amateur, jusqu'à la deuxième et à la première division professionnelle en 1980. Il permet au club de remporter un titre de champion de France en 1996 et quatre victoires en Coupe de France. Il est ainsi, avec André Cheuva (également quatre victoires, à la tête du Lille OSC entre 1947 et 1955), l'entraîneur ayant remporté le plus de Coupes de France.
En juin 2007, il sort de sa retraite pour prendre en main le RC Lens avant de démissionner deux mois plus tard. Il détient le record du nombre de matchs dirigés en première division en tant qu'entraîneur avec 894 rencontres sur le banc entre 1980 et 2007. Personnage emblématique de l'AJ Auxerre, Guy Roux est devenu une figure populaire et médiatique du football français. Présenté comme un entraîneur paternaliste et près de ses sous, il joue avec cette image notamment dans des publicités.

## Biographie
Guy Roux naît à Colmar en Alsace le 18 octobre 1938. Il est arrière-petit-fils de paysan et petit-fils et fils de colonel,. 
Son grand-père maternel, Marcel Lory, est le treizième enfant d'une fratrie de vingt-trois. N'ayant obtenu qu'un faible héritage (un cent vingt-sixième de parcelle), celui-ci exerce le métier de courtier en légume avant d'être, pendant la Première Guerre mondiale, blessé deux fois et fait prisonnier par l'armée de terre allemande, la Deutsches Heer. Après son retour en France en janvier 1919 et ne pouvant reprendre son métier de courtier, il part s'installer à Colmar où il trouve du travail dans les magasins Sadal par l'intermédiaire d'un cousin,. Ce grand-père maternel a deux filles, nées en 1910 et 1913. L'une d'elles est Alice Lory, qui rencontre au cours d'un bal des officiers militaires dans les années 1930 Marcel Roux, attaché au 152e régiment d'infanterie de ligne de Colmar après avoir suivi une préparation militaire à Saint-Maixent-l'École. Marcel Roux et Alice Lory se marient en 1936 et donnent naissance à Guy Roux deux ans plus tard puis à une fille[réf. nécessaire].

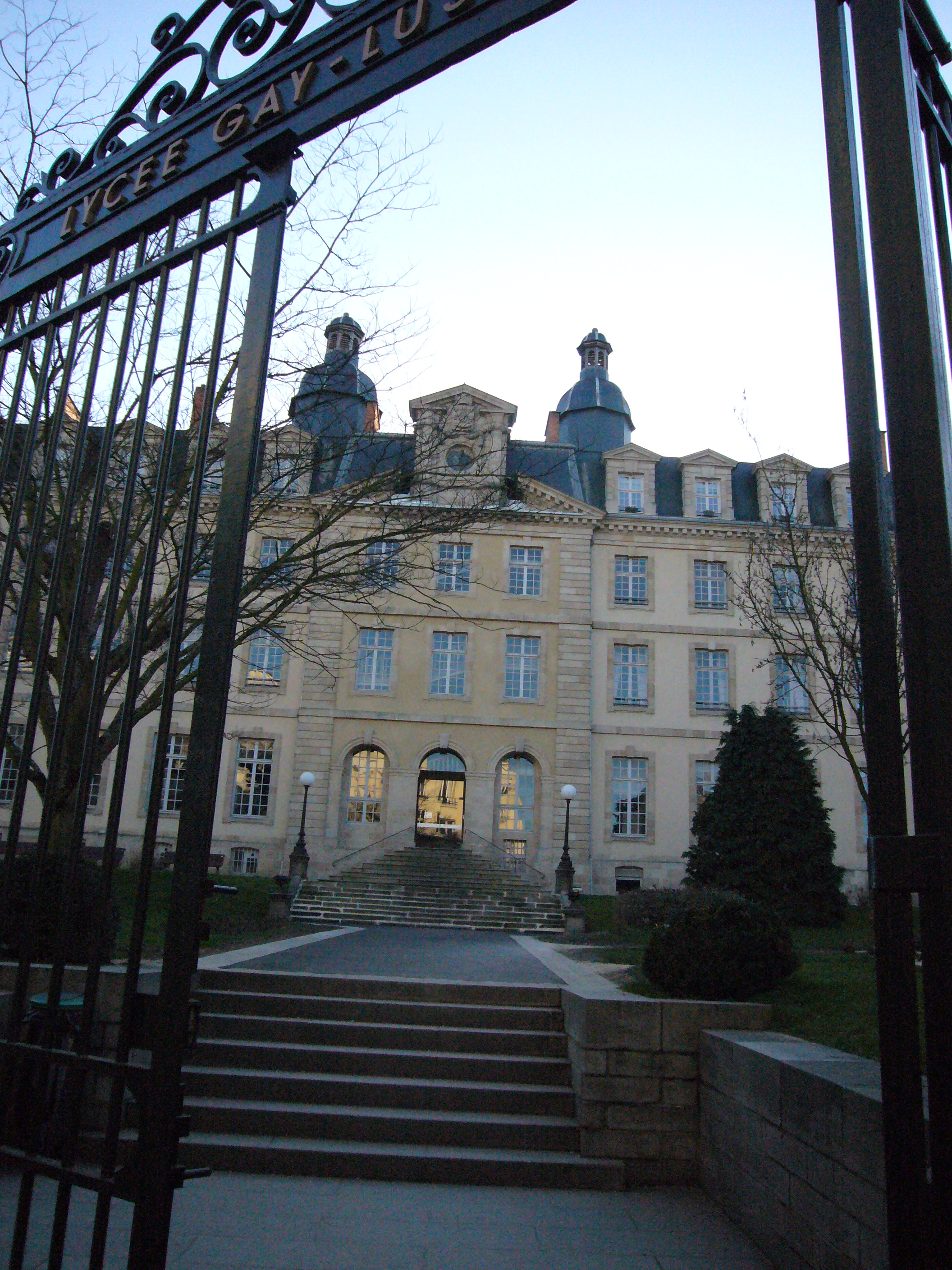
Guy Roux devient maître d'internat au lycée Gay-Lussac de Limoges en 1958.

Le père de Guy Roux, mobilisé en 1940, est fait prisonnier lors de la Seconde Guerre mondiale. Son grand-père emmène alors la famille à Appoigny dans l'Yonne où il achète une maison. C'est dans cette ville que Guy Roux commence à jouer au football. Lors de l'été 1945, son père est libéré d'un camp de prisonniers en Tchécoslovaquie, et est ensuite affecté dans un régiment vosgien (sa famille part alors vivre pendant six mois à Munster), avant, en 1946, d'être détaché en Indochine française (Guy Roux et sa famille, quant à eux, retournent vivre à Appoigny). Cette année-là, la mère de Guy Roux tombe gravement malade, victime d'une hémiplégie. Son grand-père s'occupant de sa mère, Guy Roux est envoyé à Colmar chez des amis maraîchers de son grand-père maternel. Il reste un an chez eux avant de vivre pendant deux ans chez son oncle. À cette époque, il se passionne pour le club des Sports réunis Colmar qui évolue au Stade des Francs. Un enfant ne peut y pénétrer seul mais Guy Roux réussit à assister aux matchs en accompagnant des adultes à travers les grilles du stade. Il assiste également aux entraînements, pendant lesquels il se place derrière les buts, faisant office de ramasseur de balles auprès du gardien Pierre Angel. Le gardien le prend en sympathie et Guy Roux devient ramasseur de balles pour les rencontres du SR Colmar dans la saison 1948-1949 du Championnat de France de première division.
En 1950, Guy Roux retourne vivre à Appoigny. Cette même année, il entre en quatrième au lycée d'Auxerre où il est pensionnaire. Il fait ses débuts d'entraîneur dans le cadre des compétitions scolaires en dirigeant les équipes minimes, cadets et juniors de son lycée. En 1952, alors qu'il joue toujours à Appoigny, Guy Roux assiste à l'entraînement du Stade auxerrois. L'entraîneur Roger Defossé criant énormément, Guy Roux se rend deux cents mètres plus loin pour regarder jouer l'AJ Auxerre. Il discute avec l'entraîneur Pierre Grosjean et son adjoint Georges Poligot. Le courant passe bien et Guy Roux signe sa première licence à l'AJ Auxerre en minimes. Il joue parallèlement pour les deux clubs à deux postes différents : demi-centre dans l'équipe première d'Appoigny et avant-centre avec les cadets de l'AJ Auxerre. Les soins dont a besoin sa mère coûtant extrêmement chers, sa famille n'a pas beaucoup d'argent. Il demande alors à devenir maître au pair : il est en même temps élève de terminale et surveillant.
Il obtient son baccalauréat en 1957 après avoir redoublé la terminale, puis quitte l'Yonne pour le Limousin afin de poursuivre des études de droit et d’administration des entreprises. Il occupe un poste de maître d'internat à Montmorillon, puis est muté en 1958 à Limoges où il devient maître d'internat au lycée Gay-Lussac. Guy Roux désire devenir instituteur mais rate le concours d'entrée à l'école normale pour y être arrivé en retard. Il devient alors assureur, métier qu'il exerce après la fin de son service militaire en décembre 1963. Il fonde en 1964 un cabinet d’assurances qu'il dirige jusqu'à sa revente en 1997,.
La mère de Guy Roux décède des suites de sa maladie en 1963,. Il se marie en juillet 1964 et sa femme, professeur, donne naissance en novembre 1965 à leur fils François. Guy Roux subit en 1965 l'ablation d'un rein, après que celui-ci s'est enkysté à la suite d'un choc qu'il a subi lors d'un match avec Limoges. En novembre 2001, il est opéré d'un double pontage aorto-coronarien. Il vit séparé de sa femme. Son fils François, dirigeant de la chaîne de télévision 13e rue,, et ses trois petits-enfants vivent à Paris. Le 10 juin 2015, Guy Roux est hospitalisé au centre hospitalier d'Auxerre pour un problème cardiaque. Il est opéré dès le lendemain et on lui pose un pacemaker sous anesthésie locale.

## Carrière sportive

### Joueur amateur (1954-1961)
Guy Roux débute en équipe première à l'Association de la jeunesse auxerroise, à l'âge de 16 ans, lors de la saison 1954-1955 du championnat de Division d'honneur de la Ligue de Bourgogne. En 1957, il souhaite jouer au Limoges Football Club parallèlement à ses études supérieures dans le Limousin. L'entraîneur du club, Pierre Flamion, lui explique que son effectif est au complet et l'oriente vers le Stade Poitevin qui joue en Division d'honneur de la Ligue du Centre-Ouest. Lorsque Guy Roux est muté un an plus tard à un poste de maître d'internat à Limoges, il rejoint alors le club du Limoges FC et y joue en Championnat de France amateur, soit au troisième niveau de la hiérarchie du football français de l'époque. Il passe en 1957 son premier diplôme d'éducateur ; il s'agit d'un diplôme de la fédération multisports UFOLEP[réf. nécessaire].
En 1960, il participe à un projet d'étude baptisé « Le sport en Grande-Bretagne ». Son projet est sélectionné et Guy Roux écrit à Arthur Rowe, entraîneur du club anglais du Crystal Palace Football Club, pour y faire un stage. Sa demande est acceptée et, pendant le mois de juillet 1960, Guy Roux s'entraîne avec les joueurs professionnels et porte le numéro 29,. À son retour et grâce à sa bonne préparation physique, il espère s'imposer dans l'équipe première de Limoges qui joue en Division 1, et où il n'a qu'un statut de remplaçant. Il demande alors à ses entraîneurs, Pierre Flamion et Maurice Cailleton, s'il a des chances de devenir joueur professionnel en Division 1. Ceux-ci sont d'avis qu'il a seulement le niveau pour la Division 2 mais lui proposent néanmoins de signer un contrat avec l'équipe professionnelle. Guy Roux refuse car, à l'époque, les joueurs ont un contrat à vie avec leur club, et les transferts sont du seul fait des clubs[réf. nécessaire].
Par ailleurs, Guy Roux bénéficie d'une bourse pour aller en Allemagne en tant que représentant des truffes et foie gras du Périgord. Il en profite pour assister au match Borussia Dortmund-Racing Club de Paris depuis le banc de touche du Racing après avoir trompé les stadiers en se faisant passer pour un joueur de l'équipe française.

### Débuts d'entraîneur à l'AJ Auxerre (1961-1969)

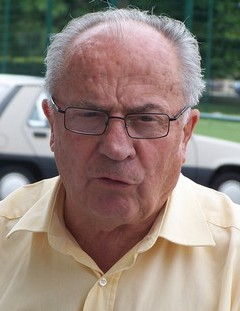
Jean-Claude Hamel, fait partie du comité directeur de l'AJA qui choisit Guy Roux comme entraîneur en 1961. Il est par la suite président de l'AJA de 1963 à 2009.

En 1961, Guy Roux, qui joue toujours au Limoges FC, revient à Auxerre pour assister au match amical entre l'AJ Auxerre et le club anglais Crewe Alexandra Football Club. À la mi-temps, le speaker demande si une personne parle anglais pour servir de traducteur dans les vestiaires de Crewe. L'équipe anglaise ayant des blessés, celle-ci souhaite que l'AJA lui prête un ou deux joueurs pour disputer la seconde période. Guy Roux se porte alors volontaire et joue contre l'AJ Auxerre. Après le match, le président d'Auxerre Jean Garnault lui propose de revenir jouer à Auxerre. Guy Roux accepte à condition d'être entraîneur-joueur. Jean Garnault ne semble pas intéressé par cette proposition du fait du manque d'expérience de Guy Roux et de son jeune âge, 23 ans. Celui-ci rentre à Limoges et écrit une lettre de six pages dans laquelle il expose son projet pour l'AJA puis est convoqué par le comité directeur du club auxerrois. Dans son projet Guy Roux explique le nombre d'entraînements par semaine qu'il compte instaurer et demande un salaire de 600 francs par mois. Il souhaite également que l'AJA achète d'autres terrains.
À la recherche d'un nouvel entraîneur, l'AJA reçoit plusieurs candidatures d'anciens footballeurs reconnus comme Jean Baratte et Bolek Tempowski mais décide finalement d'embaucher Guy Roux parce qu'il est le moins cher et qu'il s'engage à ce que « les budgets soient respectés ». Il touche alors 600 francs et le club a un déficit de 8 000 francs. L'objectif sportif du club est de monter en troisième division. Cet objectif a déjà été atteint par deux clubs de l'Yonne : Sens et Avallon. Auxerre veut y parvenir avant son voisin du Stade auxerrois. Malgré son statut d'entraîneur, Guy Roux s'absente d'Auxerre tous les lundis pour suivre un stage au Centre national du commerce extérieur à Paris. Pour sa première année sous sa direction, l'équipe bourguignonne termine à la cinquième place sur douze en Division d'honneur[réf. nécessaire].
En septembre 1962, il est contraint d'abandonner son poste d'entraîneur pour effectuer son service militaire. Il est mobilisé au Centre d'instruction des blindés de Trèves en Allemagne, où il devient entraîneur de l'équipe de football du régiment. À Trèves, il fait la connaissance de Lionel Jospin, chef de peloton d'instruction et capitaine de l'équipe de basket-ball du régiment. En 1963, pendant qu'il effectue son service militaire, le président de l'AJ Auxerre Jean Garnault est élu président de la Ligue de Bourgogne de football. Il quitte ainsi son poste et est remplacé par Jean-Claude Hamel. Après le départ de Guy Roux, le club auxerrois évolue en bas de tableau en Division d'honneur et évite deux fois la relégation en terminant onzième sur treize et dixième sur douze[réf. nécessaire].
Guy Roux est démobilisé en décembre 1963 et retrouve la charge de l'équipe première de l'AJA en 1964. Le club se repositionne dans la première moitié du championnat en se classant cinquième en 1965 puis quatre fois quatrième au cours des saisons suivantes. En 1966, il assiste à la Coupe du monde en Angleterre dans le but d'accroître son expérience. Il finance une partie de son déplacement en travaillant comme correspondant du journal L'Yonne républicaine.

### Trois accessions successives (1969-1980)
Lors de la saison 1969-1970, l'AJA remporte la Division d'honneur bourguignonne avec un bilan de quinze victoires, six matchs nuls et seulement une défaite. Ce titre permet au club d'accéder pour la première fois de son histoire au championnat de France amateur, nommé à l'époque Division 3. Après cette montée, Guy Roux cesse d'être entraîneur-joueur pour ne plus occuper que le poste d'entraîneur. Il part au Mexique pour suivre la Coupe du monde 1970, où il assiste au match d'ouverture Mexique-URSS et au match Brésil-Tchécoslovaquie. Il parvient à assister à un entraînement de l'équipe du Brésil en payant le policier qui interdit l'accès aux installations.
Pour ses premières saisons en Division 3, l'AJ Auxerre entraînée par Guy Roux parvient à se classer dans le premier tiers du championnat : troisième en 1971, troisième en 1972 et cinquième en 1973. Auxerre termine ensuite la saison 1973-1974 en quatrième position sur seize participants derrière les équipes réserves de l'Olympique lyonnais, de l'AS Saint-Étienne et de l'Olympique de Marseille. Comme les équipes réserves ne peuvent pas monter en division supérieure, Guy Roux peut fêter en mai 1974 la promotion de son équipe en Division 2. En 1976, il réussit à faire venir à l'AJ Auxerre Jean-Marc Ferreri, talentueux joueur de 14 ans évoluant alors à Pouilly-sous-Charlieu (Loire). Le club ne possédant pas encore de centre de formation, Guy Roux n'hésite pas à héberger le jeune Ferreri chez lui pour faciliter sa venue à Auxerre,.

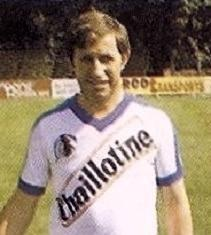
Guy Roux en 1979.

Il se rend en Argentine en 1978 pour suivre la Coupe du monde de football 1978. En rentrant d'Argentine, il fait escale au Brésil et assiste aux entraînements du Botafogo de Futebol e Regatas. À l'automne 1978, le cinéaste Jean-Jacques Annaud commence le tournage du film Coup de tête à Auxerre et confie à Patrick Dewaere le rôle principal. Ce film raconte l'histoire d'une petite équipe, l'AS Trincamp qui réussit un brillant parcours en Coupe de France. Pour ce film, les joueurs de l'AJA font office de figurants et Guy Roux sert de conseiller technique au cinéaste français. Il évoquera plus tard, ainsi que Lucien Denis, les piètres dispositions de Patrick Dewaere balle au pied et ses grandes difficultés à jouer correctement au football durant le tournage. Ce film semble inspirer l'AJA puisqu'en 1979 le club s'incline en finale de la Coupe de France face au FC Nantes. Cette épopée rapporte un million deux cent mille francs de bénéfice au club bourguignon. Forte de ce pactole l'AJA hésite entre le recrutement d'Olivier Rouyer et le rachat de la ferme Râteau, futur emplacement du centre de formation du club. Jean-Claude Hamel et Guy Roux optent pour la construction du centre de formation et celui-ci est inauguré en 1982. Pour le diriger, l'AJA fait appel à Daniel Rolland. La première promotion issue du centre de l'AJA compte notamment dans ses rangs Éric Cantona, Basile Boli, Roger Boli, Pascal Vahirua, Frédéric Darras, Stéphane Mazzolini, Raphaël Guerreiro, Patrice Garande et Jean-Marc Ferreri. En 1980, Guy Roux est nommé manager général et le 21 mai 1980 l'AJA obtient sa montée en Division 1 en battant l'AS Cannes lors de la dernière journée[réf. nécessaire].

### Division 1 et premiers titres nationaux (1980-2001)
Pour sa première saison en D1, l'AJA termine à la dixième place. Le club a également recruté le Polonais Andrzej Szarmach qui s'affirme comme le meilleur buteur de l'équipe. Lors de la saison 1983-1984, le club termine troisième du championnat et se qualifie pour la première fois de son histoire pour une compétition européenne. Auxerre et Guy Roux jouent leur premier match européen face au Sporting Portugal. Battu 2-0 à l'aller, Auxerre concède le nul 2-2 après prolongation au retour et est éliminé. À l'issue de la saison, le club termine quatrième et décroche une nouvelle qualification européenne. Lors de la saison 1989-1990, Auxerre se hisse en quart de finale de la Coupe UEFA mais bute sur la ACF Fiorentina du Brésilien Dunga et de l'Italien Roberto Baggio, qui a déjà éliminé le FC Sochaux-Montbéliard de Silvester Takač, de Gilles Rousset et de Frank Silvestre lors des seizièmes de finale. La saison suivante le club termine troisième du championnat. La saison 1991-1992, marquée par le retour de Jean-Marc Ferreri à l'AJA, est ponctuée sur le plan européen par une élimination face aux Reds de Liverpool. Malgré une victoire à domicile au match aller (2-0), l'AJA ne résiste pas à la pression des Reds de Graeme Souness lors du match retour, qui sont poussés par la ferveur du public d'Anfield Road (défaite 3-0)[réf. nécessaire]. 
En 1993, l'AJA élimine l'Ajax Amsterdam en quart de finale de la coupe de l'UEFA. Auxerre est éliminé en demi-finale face au Borussia Dortmund. Il s'agit du meilleur parcours de l'AJA en Coupe d'Europe. L'année suivante, Auxerre remporte la Coupe de France, le premier trophée d'envergure nationale remporté par le club. En 1996, Auxerre réalise le doublé Coupe-Championnat notamment sous la conduite des internationaux Algériens Abdelhafid Tasfaout et Moussa Saïb ainsi que du futur champion du monde 1998 Laurent Blanc. Le club atteint l'année suivante les quarts de finale de la Ligue des champions, se faisant éliminer une nouvelle fois par le Borussia Dortmund (futur vainqueur de l'épreuve face à la Juventus de Zinédine Zidane)[réf. nécessaire].
En 1998, la France remporte la Coupe du monde et le sélectionneur Aimé Jacquet quitte son poste sur cette victoire. Guy Roux est pressenti pour le remplacer mais Jean-Claude Hamel s'oppose à son départ.
Le 2 mai 2000, peu avant la fin de la saison, Guy Roux annonce son départ à la retraite pour cause de fatigue : « Quand vous dirigez des hommes, il faut donner du jus. Et là, les batteries étaient vides. ». Il reste au club en tant que directeur sportif et conseiller du président et de l'entraîneur, et s'occupe des contrats des jeunes joueurs. Son successeur sur le banc de l'AJ Auxerre est Daniel Rolland, directeur historique du centre de formation d'Auxerre et entraîneur depuis 1977 de l'équipe B du club qui évolue en Championnat de France amateur[réf. nécessaire].

### Retour sur le banc et deux Coupes de France (2001-2005)

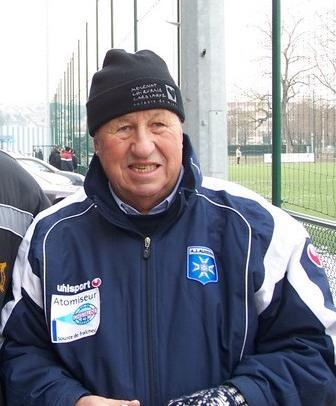
Guy Roux en 2003.

En mai 2001, Guy Roux est contacté par les dirigeants du Bayer Leverkusen qui lui annoncent avoir l'intention de licencier l'entraîneur en place Berti Vogts. Il leur demande de le rappeler une fois que le licenciement sera effectif. Après le départ de Vogts le 21 mai 2001, le Bayer Leverkusen le recontacte et lui donne un rendez-vous pour discuter d'un éventuel contrat. Entre-temps, Daniel Rolland annonce ne plus souhaiter poursuivre à la tête de l'AJA. Le président auxerrois Jean-Claude Hamel se retourne alors vers Guy Roux et lui demande de reprendre son ancien poste. Celui-ci accepte de redevenir l'entraîneur du club icaunais et décline l'offre du Bayer Leverkusen.
Le vendredi 23 novembre 2001, Guy Roux, qui ne se sent pas bien, se rend au service de cardiologie de l'hôpital d'Auxerre. Le médecin qui l'ausculte le fait immédiatement transférer à l'hôpital Cochin à Paris afin d'y subir des examens complémentaires. Ceux-ci révèlent une ou deux artères bouchées et Guy Roux est envoyé à l'hôpital Saint-Joseph où il est opéré en urgence pour un double pontage coronarien. Alain Fiard, qui est alors l'entraîneur adjoint, assure l'intérim pendant sa convalescence. Guy Roux reprend sa place le 23 janvier 2002 à l'occasion du match Montpellier-Auxerre (0-0). Avec une nouvelle génération de joueurs, dont Djibril Cissé, Olivier Kapo, Philippe Mexès et Jean-Alain Boumsong, Auxerre termine troisième du championnat de Division 1 en 2002 et joue pour la seconde fois de son histoire la Ligue des champions, et battra même Arsenal dans son antre mythique d'Highbury. L'AJA remporte la Coupe de France en 2003 en battant le PSG sur le score de deux buts à un[réf. nécessaire].
Le 4 juin 2005, Auxerre remporte la Coupe de France face à Sedan. Guy Roux déclare alors à Christian Jeanpierre : « Tu te souviens de 2003 ? ». En 2003, Auxerre avait remporté la Coupe de France et Christian Jeanpierre avait dit à Guy Roux qu'il aurait pu partir sur cette victoire. Christian Jeanpierre annonce alors en direct que Guy Roux va peut-être arrêter sa carrière,. Lors de la conférence de presse d'après match, Guy Roux dément les rumeurs de son départ. Néanmoins, le soir même il prévient son président Jean-Claude Hamel et Gérard Bourgoin qu'il met un terme à sa carrière. Le dimanche 5 juin, Guy Roux officialise son départ lors de l'émission Téléfoot. Pour lui succéder, de nombreux noms d'entraîneurs circulent : Patrick Remy, Guy Lacombe, Raynald Denoueix, Laurent Blanc. Guy Roux évoque pour sa part sur les ondes d'Europe 1 les noms de Paul Le Guen et de Jacques Santini, tandis que le quotidien L'Équipe avance les noms de Laurent Blanc et Guy Lacombe. Finalement, le 7 juin 2005, le président Jean-Claude Hamel annonce que Jacques Santini sera le successeur de Guy Roux pour une durée de deux ans. Ce dernier reste néanmoins dans l'organigramme de l'AJA, devenant vice-président délégué chargé des affaires sportives. Il supervise alors le centre de formation de l'AJ Auxerre et sert de conseiller technique au président Hamel. Afin de rendre hommage à son emblématique entraîneur, le Challenge Guy Roux se tient le 16 mai 2006 au stade de l'Abbé-Deschamps. Pour cet événement, un match est organisé entre les anciens internationaux d'Auxerre dirigés par Guy Roux et une sélection d'internationaux allemands des années 1980-1990 entraînée par Holger Osieck.

### Bref passage au RC Lens (2007)

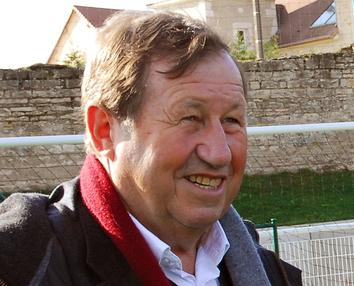
Guy Roux en 2007.

Avant le début de la saison 2007-2008, soit deux ans après sa retraite sportive, Guy Roux est en discussion avec plusieurs clubs dont l'AS Monaco et les Girondins de Bordeaux pour rediriger une équipe de football. Il signe le 5 juin 2007 un contrat d'entraîneur au Racing Club de Lens avec comme objectif une qualification en Ligue des champions. Âgé de 68 ans, son contrat n'est pas homologué par la commission juridique de la Ligue de football professionnel (LFP), dont le règlement dispose qu'il n'est pas possible d'entraîner au-delà de 65 ans,, ce qui poussera les plus hautes autorités — y compris le président de la République, Nicolas Sarkozy, qui apporte son soutien à Guy Roux— à commenter cette décision, devenue en quelques jours une affaire d'État. Le RC Lens fait alors appel de cette décision devant le Comité national olympique et sportif français (CNOSF). Le 11 juillet, la LFP accorde finalement le statut d'entraîneur à Guy Roux après un avis favorable du CNOSF.
La campagne d'abonnement du Racing Club de Lens qui suit l'arrivée de Guy Roux est un succès avec 26 000 personnes souscrivant un abonnement pour la saison, ce qui constitue alors le record du club. Il profite du mercato pour faire venir à Lens d'anciens joueurs de l'AJA comme Kanga Akalé, Bonaventure Kalou, Luigi Pieroni et Ronan Le Crom. Les premiers matchs officiels de Guy Roux avec le RC Lens ont lieu en Coupe intertoto. Le club nordiste élimine l'équipe ukrainienne du Tchernomorets Odessa et se qualifie pour la Coupe UEFA 2007-2008[réf. nécessaire].
Lors de la première journée de Ligue 1, le RC Lens se déplace à Bordeaux, qui est entraîné par Laurent Blanc, ancien joueur de l'AJ Auxerre qui fait ses premiers pas d'entraîneur, et s'incline un but à zéro. L'équipe lensoise concède ensuite un match nul à domicile face au Paris Saint-Germain alors que le match de la troisième journée face à Lyon est reporté. Lors des deux rencontres suivantes, Lens concède un résultat nul et vierge à domicile dans le derby face au Valenciennes FC puis s'incline au RC Strasbourg, deux buts à un. Dix-neuvième et avant-dernier du classement, Guy Roux annonce après ce match qu'il démissionne de son poste. Il est remplacé par Jean-Pierre Papin, épaulé en cours de saison par Daniel Leclercq. Guy Roux explique son échec à la tête du Racing Club de Lens par la qualité insuffisante de l'équipe, par des « difficultés d'adaptation à l'environnement nordiste et à son logement » ainsi qu'un problème d'âge et de médicaments.
À l'issue de la saison, le RC Lens est relégué en Ligue 2. Guy Roux estime n'avoir qu'une petite part de responsabilité dans cette relégation, à savoir 4 %. Il justifie ce chiffre en expliquant d'une part qu'il n'a entraîné que pendant quatre journées de championnat sur 38, et d'autre part, que les responsabilités au sein d'un club sont partagées entre les joueurs, l'entraîneur et le président. Ce faisant, Guy Roux ne prend pas en compte sa responsabilité dans la préparation d'avant-saison et dans le recrutement estival,.
Jouissant d'une très bonne estime chez les supporters lensois, qui lui avaient notamment dédié un tifo et offert une lampe de mineur pour son 60e anniversaire en 1998, sa popularité est désormais très faible chez les Sang & or, qui le tiennent pour responsable des déboires du club, principalement pour son recrutement. En 2010, le kop déploie même une banderole ironique « Guy Roux, reviens... », aussitôt suivie par une autre banderole « Non, on déconne ».

### Dans les coulisses de l'AJ Auxerre
Jusqu'en octobre 2018, Guy Roux est membre du conseil d'administration de l'AJ Auxerre.

## Activités extra-sportives et revenus

### Consultant
À partir de la saison 1970-1971, Guy Roux va tous les jours (sauf les veilles et lendemains de matchs) au siège du journal L'Yonne républicaine afin d'y rédiger un article sur l'AJ Auxerre, où il parle de lui à la troisième personne. Au bout de quelques années, il demande une rémunération à Louis Clément. Ce dernier lui propose de l'abonner au journal. Guy Roux accepte l'offre à condition que ce soit son grand-père, alors âgé de 87 ans, qui en bénéficie jusqu'à la fin de ses jours. Louis Clément accepte. Le grand-père de Guy Roux décède à l'âge de 99 ans et demi.

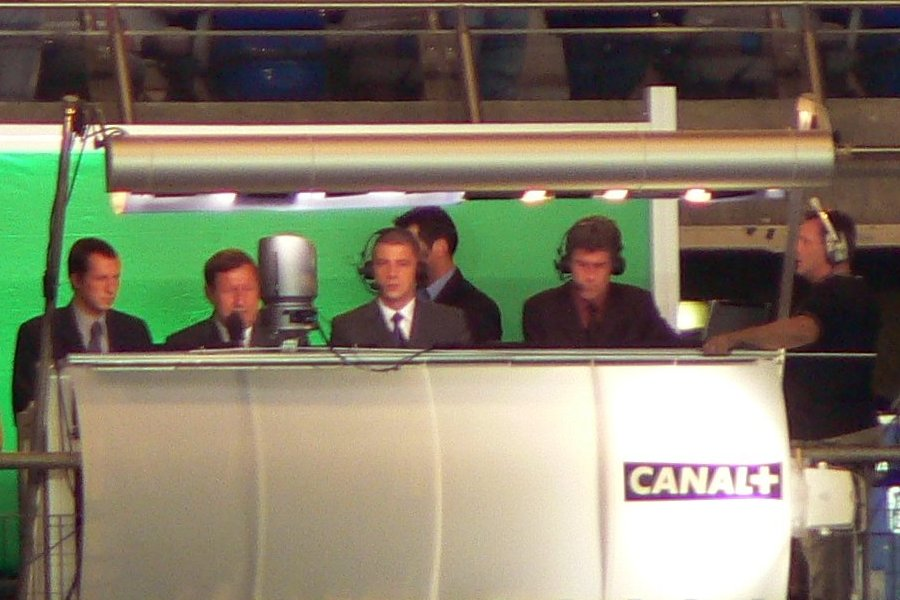
Guy Roux consultant pour Canal+.

De 1984 à 2005, Guy Roux est consultant pour la chaîne de télévision française TF1. Il fait ses débuts à l'occasion de l'Euro 1984, puis commente également des matchs de la Coupe du monde 1990, de l'Euro 1992 et de la Coupe du monde 1994 en compagnie de Frédéric Jaillant, des matchs de la Coupe du monde 1998 en compagnie d'Hervé Mathoux et des matchs de l'Euro 2004 avec Christian Jeanpierre. Il officie également lors des soirées de Ligue des champions au côté de Roger Zabel. En 2005, il rejoint Canal+ pour y commenter les matchs du Championnat de France et ceux de la Coupe du monde 2006. Il participe également sur cette chaîne à l'émission Canal Football Club. À trois reprises en 1990, 1992 et 1994, il est élu meilleur consultant français. En septembre 2006, un vote des lecteurs des Cahiers du football le classe en septième position (sur onze) du « Micro de Plomb 2006 ». Ce prix visait à élire le plus mauvais consultant français de la Coupe du monde de football 2006. En octobre 2009, la rédaction de France Football établit un top 10 des consultants. Il est neuvième.
Il est également consultant pour la radio Europe 1 depuis 1992. En juin 2016, il quitte Canal+ pour La chaîne L'Équipe.

### Syndicat des entraîneurs
En 1977, Guy Roux est élu président du syndicat des entraîneurs de football en France, l'Union nationale des entraîneurs et cadres techniques du football français (UNECATEF). Il occupe ce poste jusqu'en 2001 : il est alors battu le 19 mars lors des élections de l'assemblée générale du syndicat par Joël Muller, soutenu par Raymond Domenech,. En tant que président de l'UNECATEF, il parvient à donner du poids au syndicat en le faisant entrer au conseil d'administration de la Ligue nationale de football (LFP). Guy Roux refuse de démissionner du conseil d'administration de la LFP après sa défaite aux élections de l'UNECATEF en 2001,, et y est finalement remplacé par Pierre Repellini élu en mai 2002.
Guy Roux défend, dans sa fonction de président du syndicat des entraîneurs, le diplôme français d'entraîneur professionnel de football (DEPF). Se définissant comme un « légaliste », il poursuit les entraîneurs de club professionnel ne possédant pas ce diplôme, comme Vladimir Kovačević à l'Olympique lyonnais en 1981. Néanmoins pendant la saison 2000-2001 et alors que Guy Roux est manager de l'AJ Auxerre, Daniel Rolland y occupe le poste d'entraîneur sans pour autant avoir le diplôme DEPF. Guy Roux sert alors d'homme de paille en signant les feuilles de match à la place de l'entraîneur Daniel Rolland et en s'asseyant sur le banc de l'AJ Auxerre.
Il intervient également pour faire respecter la charte du football français, qui est une sorte de convention collective réglementant différents aspects de la pratique professionnelle du football en France. Cette charte fixe entre autres la limite d'âge d'un entraîneur professionnel à 65 ans. Michel Le Milinaire, né en 1931 et entraîneur du Stade rennais depuis 1993, doit ainsi arrêter d'exercer son métier et quitter le Stade rennais à l'issue de la saison 1995-1996 sous la pression de l'UNECATEF,. Guy Roux indique aussi en 1996 que cette limite légale de 65 ans « doit être respectée ». Pourtant, il signe en 2007 un contrat d'entraîneur avec le Racing Club de Lens à l'âge de 68 ans et dénonce, avec le RC Lens, la charte devant le Comité national olympique et sportif français (CNOSF). À la suite de la conciliation du CNOSF, son contrat d'entraîneur est finalement homologué malgré la charte.

### Publicité et coopération avec les équipementiers sportifs
En mars 1987, la marque Uhlsport équipementier de l'AJ Auxerre, appose le nom de Guy Roux sur ses ballons. En 1990, il prête son image à la chaudière biénergie d'EDF et en 1991 au caméscope Hitachi. Guy Roux effectue sa première publicité télévisuelle en mars 1996 pour les engrais Compofloranide. En l'an 2000, Guy Roux effectue trois campagnes publicitaires à la télévision. Il vante tout d'abord les mérites du système de sécurité Isogard puis il joue pour l'opérateur Bouygues Telecom et son forfait Nomad. Enfin il fait partie des nombreuses personnalités prêtant leur image pour La Poste. À partir de 2001, il prête son image à la marque automobile Citroën. En 2002, il représente la marque d'eau minérale Saint-Yorre. Il tourne même un spot avec Jean-Pierre Papin, l'ancien attaquant vedette de l'Olympique de Marseille et de l'équipe de France de football. Cette même année 2002, il apporte son soutien à une autre eau minérale : Cristaline également sponsor de l'AJ Auxerre. Le 4 juin 2005, l'AJ Auxerre remporte la Coupe de France. Le surlendemain et pour célébrer la victoire, PlayStation sponsor de l'AJ Auxerre publie dans le quotidien sportif L'Équipe du 6 juin en page 11, une publicité spécialement créée pour l'occasion avec Guy Roux.
En 2005, Guy Roux signe un contrat de trois ans avec la marque d'équipement sportif Airness qui est par ailleurs sponsor de l'AJ Auxerre : il devient ainsi « ambassadeur » de la marque et s'engage à développer une ligne de vêtements de sport pour seniors,.
Pendant sa période d'entraîneur du Racing Club de Lens, le club est sponsorisé par la marque Nike. Lors d'apparitions publiques où il porte des vêtements de cette marque, Guy Roux cache le logo de Nike, le Swoosh, avec un sparadrap au motif qu'il n'est lié à Nike par aucun contrat personnel,,. Il explique sa non-obligation de porter le logo de la marque en se basant sur le règlement du football français, contre lequel il s'est pourtant battu quelques semaines auparavant au sujet de l'homologation de son contrat d'entraîneur,.
En 2008, Guy Roux s'associe avec Espace émeraude, une entreprise spécialisée dans l'entretien des maisons et de la terre. En 2009, il parraine le Grand Prix National du trot organisé à l'hippodrome de Marville situé à Saint-Malo. En 2010, il apparaît dans une publicité télévisée de la marque de cartouches d'encre Cartridge World.
Depuis juin 2011, Guy Roux est le nouvel ambassadeur de l'opérateur de téléphonie mobile Zéro Forfait,.
Depuis janvier 2012, Guy Roux apparaît dans la publicité d'agence de vols vol24.fr. « L’incroyable crédibilité dont il jouit et son dynamisme s’accordent parfaitement avec vol24 » déclare Thomas Wagner, directeur général de l'agence, afin d'expliquer sa motivation d'avoir invité l'entraîneur légendaire à devenir l'ambassadeur du comparateur de vol.

### Revenus
Lorsqu'il commence sa carrière en tant qu'entraîneur-joueur en 1961, Guy Roux perçoit un salaire de 600 francs par mois. Sept ans plus tard, il gagne 840 francs puis 900 francs l'année de la montée en D3. Dans les années 1970, quand l'AJ Auxerre évolue en Division 3, il touche 1200 francs par mois. En 1990, son salaire mensuel est estimé par le journal L'Équipe à 170 000 francs. Il conteste ce chiffre qui comprend selon lui, outre son propre salaire, également celui de sa femme, « les loyers de [ses] appartements et [son] avance sur contrat ». L'année du titre de champion de France en 1996, son salaire est évalué entre 150 000 et 200 000 francs.
Lors de son retour au poste d'entraîneur de l'équipe de l'AJ Auxerre en 2001, son salaire est estimé à 400 000 francs par mois hors primes. À la tête du RC Lens en 2007, il est l'entraîneur le mieux payé de Ligue 1 avec un salaire de 100 000 euros par mois hors primes de classement.

### Engagements politiques et caritatifs

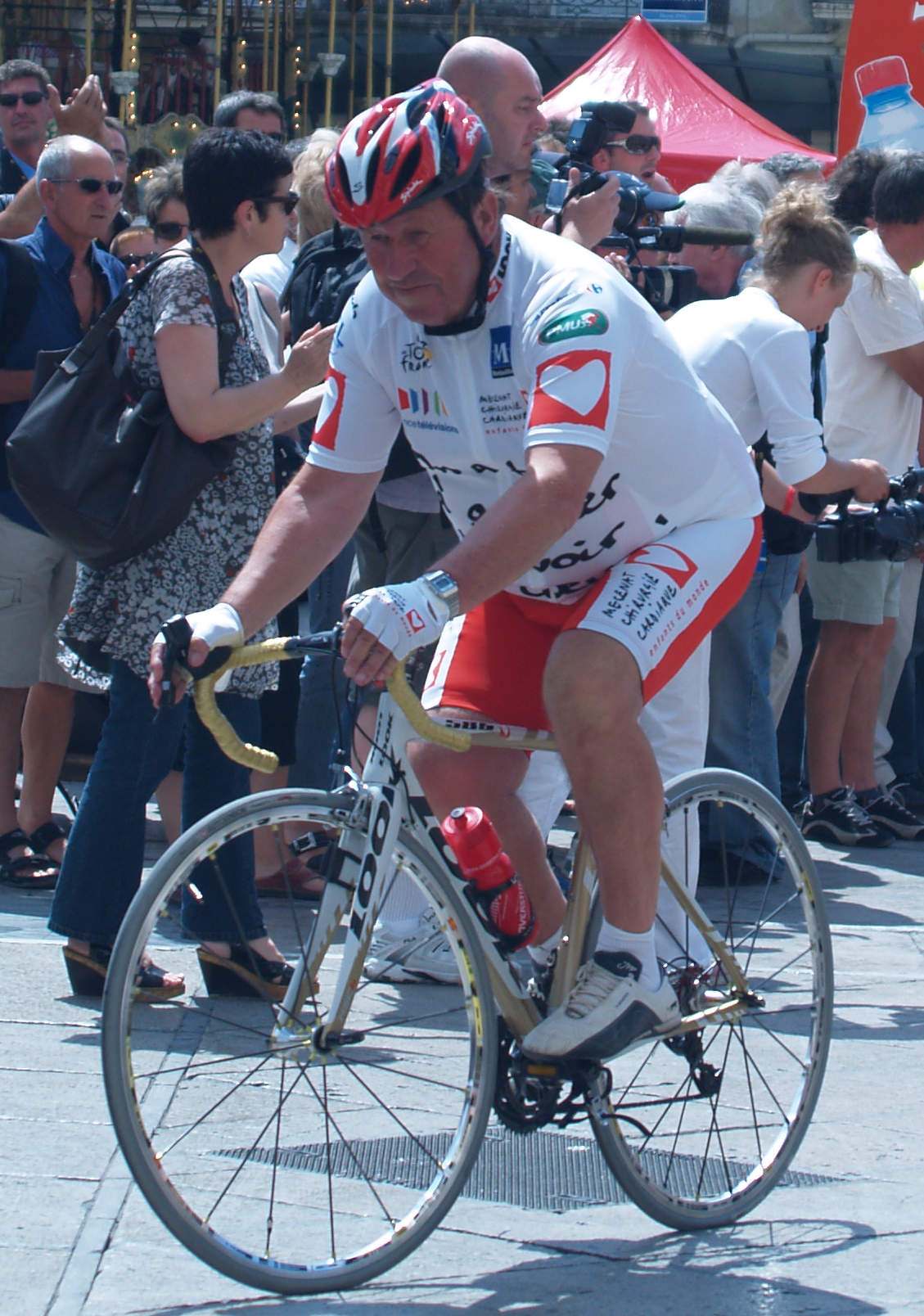
Guy Roux au cours d'une opération caritative pour Mécénat Chirurgie Cardiaque en 2009.

Lorsqu'il étudie à Limoges, Guy Roux rejoint l'UNEF. Il s'oppose à la Guerre d'Algérie et milite pour la décolonisation. En 1965, Guy Roux s'inscrit sur la liste d'opposition de Pierre Lemarchand en vue des élections municipales à Auxerre car le maire sortant, Jean Moreau, ne veut pas y rénover les terrains de football. Le maire sortant est réélu et Guy Roux n'entre pas au conseil municipal d'Auxerre. De 1995 à mars 2014, Guy Roux fut membre du conseil municipal d'Appoigny. Il se présente aux élections de 1995 parce qu'un projet de déviation de la RN6 prévoit de la faire passer au milieu de ses bois. Il s'inscrit alors en sixième position sur la liste du maire sortant Jacques Paclin, sans étiquette, qui est élu avec 925 voix sur 1 210 suffrages exprimés (76,4 %). Il effectue un deuxième mandat après avoir été réélu en 2001. Après les élections municipales de 2008, il entame son troisième mandat de conseiller municipal sous l'étiquette divers droite. Il exerce la fonction de vice-président de la commission municipale chargée des associations sportives.
Guy Roux est l'un des représentants de l'association Mécénat Chirurgie Cardiaque, dont le but est de récolter des fonds afin de pouvoir opérer en France des enfants atteints de malformation cardiaque. Il devient le parrain de cette association, car le chirurgien l'ayant opéré lors de son malaise cardiaque en est membre. Il participe à diverses opérations caritatives, notamment sur le Tour de France cycliste,. Lors de son bref passage au RC Lens, un bonnet spécial Guy Roux est mis en vente et 10 % des recettes liées à la vente de ce produit sont reversés à l'association.
Il soutient également diverses associations comme Les Restos du Cœur, en participant aux Enfoirés, et l'Association européenne contre les leucodystrophies, une association qui regroupe des personnes atteintes d'une maladie rare parrainée par Zinédine Zidane.
Depuis juin 2014, il est le sélectionneur de l'équipe de France de football de l'Assemblée nationale.

### Guy Roux dans la culture populaire

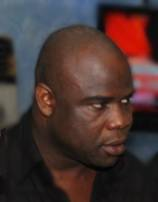
Basile Boli, joueur proche de Guy Roux

Depuis 1993 et la création de sa marionnette, Les Guignols de l'info le caricaturent alors en « éleveur de champions ». Cette expression est ensuite reprise par les médias,. Il a également l'image d'un râleur et d'une personne près de ses sous, ce que les Guignols de l'Info parodient en employant l'expression « faut pas gâcher ».
Guy Roux est également connu pour la rigoureuse gestion de son effectif et son paternalisme. Il va en boîte de nuit chercher ses joueurs, vérifie les compteurs kilométriques des voitures et attache même avec un cadenas la mobylette de Basile Boli afin que ce dernier ne sorte plus le soir. Plusieurs de ses joueurs ont raconté avoir réussi à tromper sa vigilance légendaire, en se procurant un double du passe du centre de formation auxerrois. Une publicité pour un opérateur reprend même cette image : le spot publicitaire met en scène un jeune footballeur qui, en charmante compagnie, a la surprise de retrouver son entraîneur au fond de son lit.
L'image de Guy Roux est aussi associée à ses bonnets qu'il met dès que la température descend en dessous de dix degrés.  

### Filmographie
- 4 zéros de Fabien Onteniente (2024) : lui-même.

## Décorations, palmarès sportif et hommages

### Décorations
Le 22 novembre 1999, Guy Roux est fait chevalier de la Légion d'honneur par le président de la République Jacques Chirac. Il est promu officier en janvier 2008, une distinction qui lui est remise par le président Nicolas Sarkozy.
Guy Roux est également nommé au grade d'officier des Palmes académiques et de l'ordre national du Mérite.

### Palmarès et distinctions sportives
- AJ Auxerre
  - Champion de France de Division 1 en 1996
  - Vainqueur de la Coupe de France en 1994, 1996, 2003 et 2005, finaliste en 1979. Guy Roux est recordman du nombre de titres de Coupe de France, titre honorifique qu'il partage avec André Cheuva.
  - Champion de France de Division 2 en 1980
  - Champion de Division d'honneur de la Ligue de Bourgogne en 1970
  - Vainqueur de la Coupe Intertoto en 1997
  - Vainqueur de la Coupe des Alpes en 1985 et 1987
  - Vainqueur du Tournoi d'Auxerre en 1982 et 1986
- Meilleur entraîneur de Division 1 des Oscars du football en 1996
- Entraîneur français de l'année France Football en 1986, 1988 et 1996 (première division)
- Entraîneur français de l'année France Football en 1979 (deuxième division)
- Onze d'or du meilleur entraîneur européen de l'année en 1996

### Statistiques d'entraîneur
Guy Roux est l'entraîneur ayant officié le plus de fois en première division avec 894 rencontres,, sur le banc entre 1980 et 2007 : 890 matchs avec Auxerre et quatre avec Lens. Avec quatre victoires en Coupe de France de football, acquises en 1994, 1996, 2003, 2005, il partage le record du nombre de victoires pour un entraîneur avec André Cheuva. Durant sa carrière, il participe à 91 rencontres de coupe d'Europe en tant qu'entraîneur,.
Le tableau suivant présente ses statistiques en tant qu'entraîneur depuis l'accession de l'AJ Auxerre à la deuxième division en 1974. Il dirige le club bourguignon en seconde division pendant six saisons soit 204 matchs.
| Club       | Saison    | Championnat | Classement | Coupe de France | Coupe de la Ligue | Coupe d'Europe                         |
| ---------- | --------- | ----------- | ---------- | --------------- | ----------------- | -------------------------------------- |
| AJ Auxerre | 1974-1975 | D2 groupe A | 10e        | 32e de finale   | -                 | -                                      |
| AJ Auxerre | 1975-1976 | D2 groupe B | 10e        | 16e de finale   | -                 | -                                      |
| AJ Auxerre | 1976-1977 | D2 groupe A | 5e         | 16e de finale   | -                 | -                                      |
| AJ Auxerre | 1977-1978 | D2 groupe A | 4e         | 32e de finale   | -                 | -                                      |
| AJ Auxerre | 1978-1979 | D2 groupe A | 4e         | Finale          | -                 | -                                      |
| AJ Auxerre | 1979-1980 | D2 groupe B | Champion   | Quart de finale | -                 | -                                      |
| AJ Auxerre | 1980-1981 | Division 1  | 10e        | 16e de finale   | -                 | -                                      |
| AJ Auxerre | 1981-1982 | Division 1  | 15e        | 16e de finale   | -                 | -                                      |
| AJ Auxerre | 1982-1983 | Division 1  | 8e         | 32e de finale   | -                 | -                                      |
| AJ Auxerre | 1983-1984 | Division 1  | 3e         | 32e de finale   | -                 | -                                      |
| AJ Auxerre | 1984-1985 | Division 1  | 4e         | 32e de finale   | -                 | C3 : 1er tour                          |
| AJ Auxerre | 1985-1986 | Division 1  | 7e         | Quart de finale | -                 | C3 : 1er tour                          |
| AJ Auxerre | 1986-1987 | Division 1  | 4e         | 8e de finale    | -                 | -                                      |
| AJ Auxerre | 1987-1988 | Division 1  | 9e         | 8e de finale    | -                 | C3 : 1er tour                          |
| AJ Auxerre | 1988-1989 | Division 1  | 5e         | Demi-finale     | -                 | -                                      |
| AJ Auxerre | 1989-1990 | Division 1  | 6e         | 16e de finale   | -                 | C3 : Quart de finale                   |
| AJ Auxerre | 1990-1991 | Division 1  | 3e         | 8e de finale    | -                 | -                                      |
| AJ Auxerre | 1991-1992 | Division 1  | 4e         | 16e de finale   | -                 | C3 : 2e tour                           |
| AJ Auxerre | 1992-1993 | Division 1  | 6e         | 32e de finale   | -                 | C3 : Demi-finale                       |
| AJ Auxerre | 1993-1994 | Division 1  | 3e         | Vainqueur       | -                 | C3 : 1er tour                          |
| AJ Auxerre | 1994-1995 | Division 1  | 4e         | 8e de finale    | 16e de finale     | C2 : Quart de finale                   |
| AJ Auxerre | 1995-1996 | Division 1  | Champion   | Vainqueur       | 8e de finale      | C3 : 2e tour                           |
| AJ Auxerre | 1996-1997 | Division 1  | 6e         | 8e de finale    | 16e de finale     | C1 : Quart de finale                   |
| AJ Auxerre | 1997-1998 | Division 1  | 7e         | 16e de finale   | Demi-finale       | C4 : Vainqueur C3 : Quart de finale    |
| AJ Auxerre | 1998-1999 | Division 1  | 14e        | 32e de finale   | Quart de finale   | C4 : 3e tour                           |
| AJ Auxerre | 1999-2000 | Division 1  | 8e         | 32e de finale   | 16e de finale     | -                                      |
| AJ Auxerre | 2001-2002 | Division 1  | 3e         | 32e de finale   | 8e de finale      | -                                      |
| AJ Auxerre | 2002-2003 | Ligue 1     | 6e         | Vainqueur       | 16e de finale     | C1 : Phase de poules C3 : 8e de finale |
| AJ Auxerre | 2003-2004 | Ligue 1     | 4e         | 8e de finale    | Demi-finale       | C3 : 8e de finale                      |
| AJ Auxerre | 2004-2005 | Ligue 1     | 8e         | Vainqueur       | Quart de finale   | C3 : Quart de finale                   |
| RC Lens    | 2007-2008 | Ligue 1     | 18e        | -               | -                 | -                                      |

Légende : C1 = Ligue des champions, C2 = Coupe d'Europe des vainqueurs de coupe, C3 = Coupe UEFA, C4 = Coupe Intertoto

### Lieux nommés en son honneur
Plusieurs lieux portent le nom Guy-Roux : le stade de Chablis, l'espace sportif de Courlon-sur-Yonne, tous deux dans l'Yonne, le stade du Mesnil-en-Thelle dans l'Oise,  et celui de Saint-Paulien en Haute-Loire, inauguré le 11 septembre 2009,.

### Œuvres
- Guy Roux, Fou de foot, Paris, Robert Laffont, 1993 (ISBN 2-221-07080-1)
- Guy Roux, Entre nous. Mémoires., Paris, Plon, 2006 (ISBN 2-259-20391-4)
- Guy Roux (postface Denis Chaumier), Il n'y a pas que le foot dans la vie..., Paris, éditions de l'Archipel, 2014, 300 p. (ISBN 978-2-8098-1431-6)
- Guy Roux, Confidences, Paris, Talent Sport, 19 mai 2021, 272 p. (ISBN 9782378151942)